# Trịnh Trân (trung tướng)
Trịnh Trân (1928-2006) là một sĩ quan cấp cao trong Quân đội nhân dân Việt Nam, hàm Trung tướng, ông từng giữ các chức vụ: Phó Phòng Địch vận trực thuộc Tổng cục Chính trị, Tham mưu trưởng rồi Tư lệnh Bộ đội Biên phòng Quân đội nhân dân Việt Nam. Ngoài ra ông từng là: Đại biểu Quốc hội kiêm Phó Chủ nhiệm Ủy ban Quốc phòng An ninh Quốc hội khóa 9, Ủy viên Đảng ủy Công an Nhân dân

## Thân thế
Ông tên thật là Trịnh Ngọc Chân, bí danh: Thanh Tùng, Võ Thiết Sơn), sinh ngày 28 tháng 11 năm 1928 tại thôn Cự Đà, xã Cự Khê, huyện Thanh Oai, tỉnh Hà Tây nhưng do hoàn cảnh gia đình nghèo khó gia đình ông phải chuyển lên sinh sống ở khu phố Vườn Cam, thị xã Cao Bằng-đây cũng là nơi gắn bó với tuổi thơ của ông.
Ngày 14 tháng 8 năm 2006, ông mất tại Hà Nội.

## Sự nghiệp
Tháng 4 năm 1945, ông tham gia Thanh niên cứu quốc rồi gia nhập Mặt trận Việt Minh thuộc khu vực Nước Giáp, Cao Bằng  
Ngày 21 tháng 8 năm 1945, ông tham gia khởi nghĩa giành chính quyền tại thị xã Cao Bằng. Sau đó ông tham gia Vệ quốc đoàn tại Chi đội A Cao Bằng và được cử đi học lớp quân chính. Sau đó, ông được cử về thị xã Cao Bằng xây dựng tự về, tham gia hoạt động địa phương như phong trào Bình dân học vụ.
Tháng 1 năm 1947, ông được cử đi học ở Trường võ bị Trần Quốc Tuấn khóa 2 (nay là Trường sĩ quan lục quân 1).
Tháng 10 năm 1947, ông tốt nghiệp về Cao Bằng tham gia chiến dịch Việt Bắc Thu Đông 1947, bảo vệ căn cứ địa Việt Bắc.
Từ tháng 11 năm 1947 đến tháng 12 năm 1949, ông lần lượt giữ các chức vụ Trợ lý tham mưu tác chiến, Chỉ huy Liên đội vũ trang, Đội trưởng Đội Biệt động thuộc E74 Cao Bằng, làm nhiệm vụ phá tề trừ gian trong vùng địch hậu.
Từ tháng 1 năm 1950 đến tháng 6 năm 1953 - Chính trị viên C674, Chính trị viên phó, Chính trị viên Tiểu đoàn 251, Trung đoàn 174, Sư đoàn 316.
Từ tháng 7 năm 1953 đến tháng 8 năm 1954, ông được cử đi học lớp Bổ túc chính trị trung cấp. Sau khi tốt nghiệp ông là Đội trưởng Đội phát động giảm tô đợt 1, 2 rồi sau đó là cán bộ Cục Địch vận Tổng cục Chính trị.
Từ tháng 9 năm 1954 đến tháng 9 năm 1959, ông là Trưởng ban Tuyên huấn Phòng Chính trị Sư đoàn 350, Phó phòng Địch vận Tổng cục Chính trị. Lực lượng Công an Nhân dân Vũ trang (tiền thân của Bộ đội Biên phòng) được thành lập.
Từ tháng 10 năm 1959 đến tháng 10 năm 1961, ông là Trưởng phòng Dân vận Cục Chính trị Công an Nhân dân vũ trang.
Từ tháng 11 năm 1961 đến tháng 4 năm 1963, ông giữ chức Phó Văn phòng Bộ Tư lệnh Công an Nhân dân Vũ trang.
Từ tháng 5 năm 1963 đến tháng 11 năm 1974 ông được cử giữ chức vụ Phó Tham mưu trưởng Bộ Tư lệnh Công an Nhân dân Vũ trang rồi cử đi học ở Trường Đảng Nguyễn Ái Quốc. Sau khi tốt nghiệp, ông được cử giữ chức Trưởng ban Nghiên cứu Khoa học Biên phòng.
Từ tháng 12 năm 1974 đến tháng 11 năm 1980, ông là Tham mưu trưởng Bộ Tư lệnh Công an Nhân dân Vũ trang.  
Từ tháng 12 năm 1980 đến tháng 4 năm 1990, ông giữ chức vụ Phó Tư lệnh kiêm Tham mưu trưởng Bộ đội Biên phòng. 
Từ tháng 5 năm 1990 đến tháng 8 năm 1991 ông là Quyền Tư lệnh Bộ đội Biên phòng.
Từ tháng 9 năm 1991 đến tháng 11 năm 1998, ông là Ủy viên Đảng ủy Công an Trung ương kiêm Bí thư Đảng ủy và Tư lệnh Bộ tư lệnh Bộ đội Biên phòng.
Từ tháng 9 năm 1991 đến tháng 11 năm 1998, ông là Đại biểu Quốc hội, Phó Chủ nhiệm Ủy ban Quốc phòng an ninh Quốc hội khóa IX.
Tháng 12 năm 1999, ông nghỉ hưu.
Thiếu tướng (1984), Trung tướng (1992).

## Khen thưởng
Huân chương Quân công (hạng Nhì, hạng Ba)
Huân chương Chiến công (2 hạng Nhất, 2 hạng Nhì, 1 hạng Ba)
Huân chương Chiến thắng hạng Nhì
Huân chương Kháng chiến chống Mỹ hạng Nhất
3 Huân chương Chiến sĩ vẻ vang (hạng Nhất, Nhì, Ba)
Huy chương Quân kỳ quyết thắng.